# François van der Elst
François van der Elst (Opwijk, 1 de diciembre de 1954-Aalst, 11 de enero de 2017) fue un futbolista belga que jugaba en la demarcación de extremo. Apodado Swat, Van der Elst fue campeón de la liga belga en 1972 y 1974 y cuatro veces campeón de la Copa de Bélgica (1972, 1973, 1975, 1976) con el Anderlecht. Vivió los grandes años del equipo de Bruselas, conquistando dos Recopas de Europa (1976, 1978). Su hermano menor Leo Van Der Elst fue también futbolista profesional y ambos internacionales belgas.

## Carrera en clubes
De 1969 a 1980 Van der Elst jugó para el R.S.C. Anderlecht, anotando un total de 82 goles pero anotando en la liga profesional de Bélgica más de 100. En 1976 formó parte del equipo campeón de la Recopa de Europa, enfrentándose en dos ocasiones contra West Ham United (4-2), y en la siguiente temporada aun siendo el máximo anotador con 21 goles, acabó subcampeón.
En enero de 1982, después de una breve etapa en los Estados Unidos con New York Cosmos, firmó con West Ham United por 400 000 libras esterlinas, anotando en 17 ocasiones en los 70 partidos que jugó. Regresó a casa para finalizar su carrera con K.S.C. Lokeren Oost-Vlaanderen, donde se retiró finalmente en 1986.

### Muerte
El 1 de enero de 2017 presentó una insuficiencia cardíaca y fue inducido al estado de coma, con asistencia mecánica ventilatoria en una Unidad de Cuidados Intensivos. El 11 de enero se tuvieron los informes de que el exinternacional belga Van der Elst había fallecido a las 3:00 de la mañana por un paro cardíaco extenso y masivo, refractario a las maniobras de resucitación utilizadas.
«Se necesitaron treinta minutos para que fuera reanimado. Es mucho», indicó su hermano Leo.

## Selección nacional
Jugó un total de 44 partidos con la camiseta de la selección de fútbol de Bélgica y anotó un total de catorce goles. Hizo su debut el 31 de octubre de 1973 en un partido de clasificación para la Copa Mundial de Fútbol de 1974 contra Noruega que finalizó con un resultado de 2-0 a favor del combinado belga tras los goles de Léon Dolmans y de Raoul Lambert. Además llegó a disputar cuatro encuentros de la Eurocopa 1980 y dos de la Copa Mundial de Fútbol de 1982. Su último partido lo jugó el 9 de noviembre de 1983 para la clasificación para la Eurocopa 1984 contra Suiza.

### Participaciones en internacionales
| Eurocopa                       | Sede   | Resultado     | Partidos | Goles |
| ------------------------------ | ------ | ------------- | -------- | ----- |
| Eurocopa 1980                  | Italia | Subcampeón    | 4        | 0     |
| Mundial                        | Sede   | Resultado     | Partidos | Goles |
| Copa Mundial de Fútbol de 1982 | España | Segunda ronda | 2        | 0     |

## Clubes
| Club               | País           | Año         | Partidos | Goles |
| ------------------ | -------------- | ----------- | -------- | ----- |
| RSC Anderlecht     | Bélgica        | 1971 - 1980 | 243      | 82    |
| New York Cosmos    | Estados Unidos | 1980 - 1981 | 43       | 12    |
| West Ham United FC | Inglaterra     | 1981 - 1983 | 62       | 14    |
| KSC Lokeren        | Bélgica        | 1983 - 1986 | 57       | 12    |

## Palmarés

### Campeonatos nacionales
- Primera División de Bélgica (2): 1972, 1974
- Copa de Bélgica (4): 1972, 1973, 1975, 1976
- Recopa de Europa de la UEFA (2): 1976, 1978
- Supercopa de Europa (2): 1976, 1978

### Distinciones individuales
- Máximo goleador de la Primera División de Bélgica (1): 1977